# Ovi (Nokia)
Ovi by Nokia — бренд корпорации Nokia для обозначения собственных онлайн-сервисов. Сервисы Ovi могли использоваться как с мобильного телефона, так и с персонального компьютера.

## История
Ovi был анонсирован 29 августа 2007 года на Go Play в Лондоне. Слово Ovi обозначает «дверь» на финском языке.
26 мая 2009 года состоялось официальное открытие одного из ключевых сервисов Ovi — магазина приложений Ovi Store.

## Сервисы

### Ovi Store (Позднее —Nokia Store)
Ovi Store — онлайн-магазин приложений, игр, аудио/видеофайлов и другого контента для телефонов Nokia. Магазин использовал концепцию «умного магазина» — рекомендовавшийся им ассортимент товаров зависел от текущего местоположения пользователя и покупок друзей пользователей. 
В Ovi Store был доступен как платный, так и бесплатный контент для телефонов Nokia на базе платформ S40, S60 и Symbian^3. 
Ovi Store также нередко называли конкурентом и аналогом Apple App Store. 
В настоящее время Ovi Store закрыт.

### Ovi Maps (Позднее — WeGo Maps)
Ovi Maps предлагал функцию пошаговой навигации, голосовое управление, помощь в выборе полосы, информацию о состоянии на дорогах (работала в 10 странах), камеру безопасности, а также скоростные предупреждения. Программа также была способна работать офлайн, что помогало уменьшать расход заряда аккумулятора телефона. С января 2010 года навигация на всех телефонах Nokia стала бесплатной. К некоторым телефонам была добавлена или заменена комплектация. На телефоны было добавлено приложение OVI Maps (карты региона были предустановлены в телефонах), а в коробку клали автомобильный держатель для телефона и автомобильную зарядку.

### Ovi Suite (Позднее — Nokia Suite)
Nokia Ovi Suite — бесплатное программное обеспечение для персонального компьютера на базе операционной системы Windows для владельцев телефонов Nokia для синхронизации мобильных устройств с сервисом Ovi и персональным компьютером.
Являлся заменой Nokia PC Suite.

### Ovi Files
С помощью данного сервиса пользователи смартфонов Nokia имели возможность получить удалённый доступ к файлам со своего персонального компьютера. Для использования сервиса была необходима установка специального приложения на мобильное устройство. С 1 октября 2010 года Nokia прекратила поддержку этого сервиса.

### Nokia Music Store
Nokia Music Store — это музыкальный магазин, позволявший покупать музыку непосредственно с мобильного телефона или PC (как и в iTunes). Магазин был доступен для 22 стран, в том числе и для России.

## Отказ от бренда
16 мая 2011 года Nokia сообщила в своем блоге о намерении отказаться от бренда Ovi, объединявшего музыкальный сервис, магазин приложений и многие другие сервисы финской компании, в пользу Nokia Services[что?]. По словам компании, после отказа от Ovi, Nokia рассчитывала усилить собственный бренд.
Ребрендинг сервисов Nokia был постепенным. Он начался в июле 2011 года и завершился в конце 2012 года.